# Полювання на Снарка
«Полювання на Сна́рка» (англ. The Hunting of the Snark) — поема англійського письменника Льюїса Керрола, написана в 1876 році, зразок літератури абсурду. Основа сюжету — полювання команди з дев'яти осіб і бобра на таємничого Снарка. Твір описує «з нескінченним гумором неможливу подорож неймовірної команди в пошуках неймовірної істоти».

## Особливості твору
Вірш типово для поезії Керрола має спритні рими, граматично правильно побудовані речення в поєднанні з абсурдними з точки зору логіки подіями. Багато строф мають напівбезлуздий зміст, часто містять вигадані слова, такі як Снарк, Буджум. Назва фантастичного Снарка (англ. Snark) покликана викликати в англомовного читача асоціації зі «snake» (укр. змія), «shark» (укр. акула), «snarl» (укр. гарчати), «bark» (укр. гавкати). Для українського перекладу було знайдено відповідник Снавр, що нагадував би читачам страшного динозавра. Проте оскільки назва Снарк всесвітньо відома й усталена, в творі використовується саме вона.
Це — найдовший віршований твір Керрола. На відміну від «Аліси», прози, що чергується з віршами, «Полювання на Снарка» — цілком написаний у віршах. Поема поділена на 8 розділів, або «сказів» (англ. fits, гра слів, заснована на застарілому «fitt», що означає «частина пісні», і «fit» — «припадок, приступ»). Сам автор називав свій твір «Агонією у восьми сказах» (Agony — «мука, агонія» і «шалена боротьба»).

## Сюжет

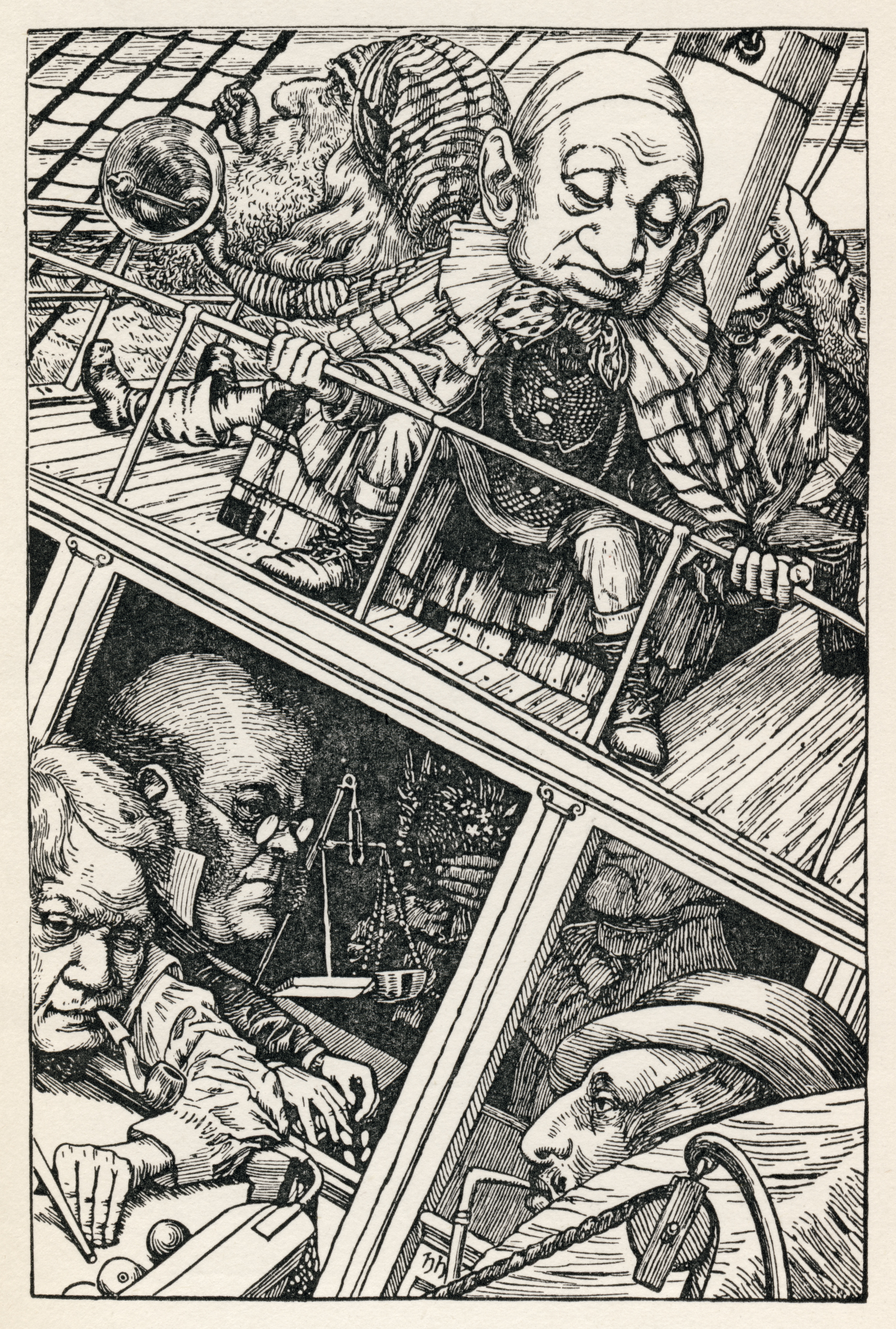
Мисливці на кораблі

### Висадка
На кораблі з капітаном Будодзвоном пливуть юнга Бой, юрист Борзописець, шахраюватий Брокер, капелюшник Бриляр, майстерний гравець у більярд Більярдист та Банкір. Також з ними подорожує хоробрий Бобер, що не раз рятував команду. На кораблі є ще один персонаж, але він забув все, що мав узяти в дорогу, та навіть власне ім'я. Тому цей безіменний відкликається на будь-які слова. Він кволий, проте напрочуд відважний і на кораблі найнявся пекти булки, за що згадується як Булочник. На додачу в команді Будодзвона є Бійник, що працював на бійні та вбивав одних лише бобрів.
Бобер обурений присутністю Бійника (якого також називають Боброрізом) і вимагає, щоб той плив окремим кораблем. Банкір страхує Бобра (щоправда від пожежі і граду, а не вбивства) і той заспокоюється, хоч і продовжує з підозрою дивитися на Боброріза.

### Промова Будодзвона
Капітан розповідає, що пливе за картою, яка є чистим шматком паперу. Його команда усвідомлює, що капітан насправді нічого не тямить в морській справі і вміє тільки калатати в дзвін. Та все ж корабель прибиває до суші і Будодзвін влаштовує привал, де виголошує промову. Капітан надихає команду на пошуки Снарка, якого досі не впольовано. Снарк має ознаки — несмачний, страшенно непунктуальний, погано жартує, любить купатися в купальних кабінках і має апломб. І хоча звичайний Снарк нешкідливий, існує його різновид Буджум, пернатий, кусачий і дряпучий. Почувши його опис, Булочник непритомніє.

### Оповідь Булочника
Команда отямлює Булочника. Той жаліється, що тільки-но спуститься темрява, як їм не врятуватися від Снарка. Його дядько перед смертю розповів як задобрити і спіймати Снарка, але на Буджума не подіє жоден засіб і хто його зустріне — вмить зникне. Булочник зізнається, що Снарк сниться йому в кошмарах і він дуже боїться зустріти Буджума.

### Полювання

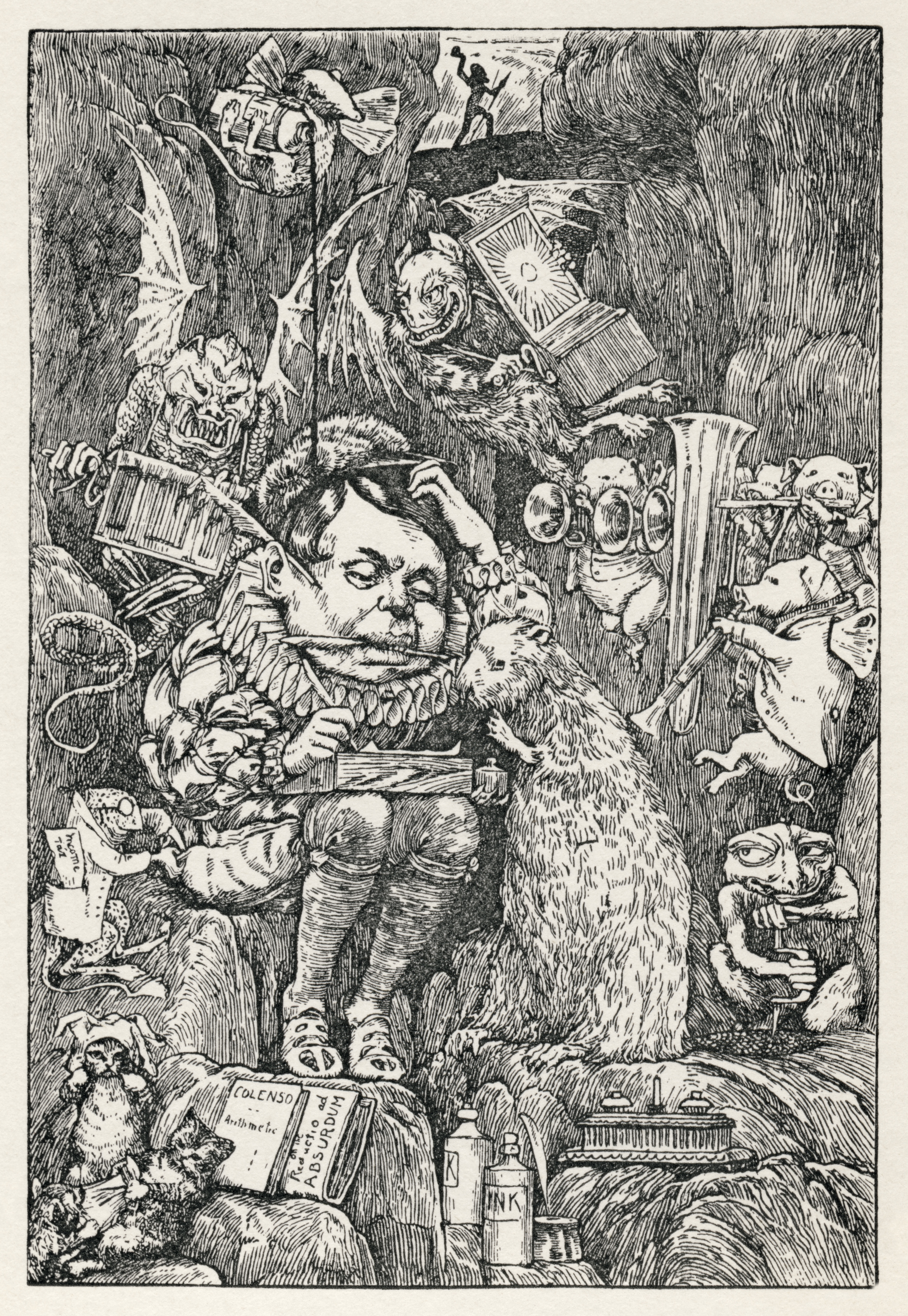
Бійник з Бобром рятуються від звірів

Капітан говорить, що вполювати Снарка — головна ціль команди і всі починають готуватися до полювання. Та вони займаються насправді тим, що тільки і вміють: Брокер виписує чеки, Бриляр виготовляє капелюха і т. д. Бобер свариться з Бійником, та їх вгамовує Будодзвін. Капітан застерігає, що не слід дарма витрачати сили, бо тут ще водиться страшний птах Тьох-Грох.

### Урок для Бобра
Всі беруться ловити Снарка так, як казав дядько Булочника. Бійник відокремлюється і йде шукати Снарка сам, але така ж думка спадає і Бобру. Попри неприязнь, вони вирушають далі разом, адже вполювати Снарка — вища ціль. Вони чують спів Тьох-Гроха, якого можна подолати лічбою, і їх оточують страшні звірі. Згадуючи як рахувати і як готувати Тьох-Гроха, Бійник дружиться з Бобром.

### Сон Борзописця
Тим часом Борзописець, натомившись від полювання, засинає. Він бачить сон, де адвокатом виступає сам Снарк. Суд виносить вирок за абсурдні злочини проти Свині — довічне ув'язнення. Але тюремник рятує Борзописця повідомленням про те, що минулого року Свиня померла і тому вирок недійсний. Снарк лютує, а Борзописець прокидається від калатання Будодзвона.

### Зла доля Банкіра
Полювання продовжується і особливо завзятим виявляється Банкір. Він знаходить звіра Дряпогриза, від якого не рятує виписування чеків. На крик збігаються інші мисливці й бачать, що Банкір з переляку збожеволів. Будодзвін каже полишити Банкіра і зловити-таки Снарка.

### Зникнення
Сонце вже майже зайшло і раптом чується крик Булочника. На скелі з'являється постать Снарка і падає вниз, але це виявляється сам Булочник. Він зникає і пошуки не дають нічого. Всі розуміють, що той зустрів не простого Снарка, а Буджума.

## Дійові особи
Всі головні дійові особи мають імена, що починаються з букви B (українська Б).

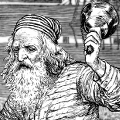
Будодзвін (Bellman)
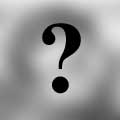
Бой (Boots)
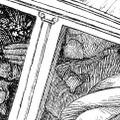
Бриляр (Bonnet maker)
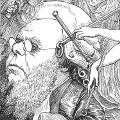
Борзописець (Barrister)
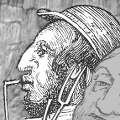
Брокер (Broker)
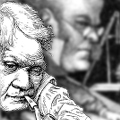
Білярдист (Billiard-Marker)
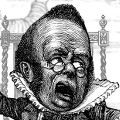
Банкір (Banker)
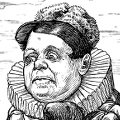
Бійник (Butcher)
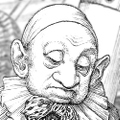
Булочник (Baker)
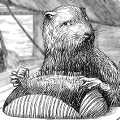
Бобер (Beaver)

## Смислове навантаження
«Снарк» писався для дітей, але відомим математиком. «Коли ти прочитаєш „Снарка“, — писав Керролл одній зі своїх приятельок-дівчаток, — то, сподіваюся, напишеш мені, як він тобі сподобався і все було зрозуміло. Деякі діти в ньому так і не розібралися. Ти, звичайно, знаєш, хто такий Снарк? Якщо знаєш, то скажи мені, тому що я не маю про нього жодного уявлення» {Цит. за Падні Дж. С. 102.}.
Він також говорив: «Під Снарком я мав на увазі тільки те, що Снарка — це і є Буджум… Я добре пам'ятаю, що коли я писав поему, ніякого іншого значення у мене і в думках не було, але з тих пір люди повсякчас намагаються знайти в Снарці значення. Мені особисто найбільше подобається, коли Снарка вважають алегорією Погоні за Щастям».

## Театральні постановки
Британський поп-композитор Майк Батт створив мюзикл під назвою «Полювання на Снарка: Мюзикл» в 1984 році. Перші кілька виконань представляли собою костюмовані концерти; в 1991 році мюзикл був представлений у вигляді театральної постановки в театрі Принца Едварда (Лондон).
У 2012 році в рамках проекту «Платформа» відбулася прем'єра опери «Полювання на Снарка» композитора Юрія Лобікова. Режисером постановки став Кирило Серебренніков. Партитура написана для 12 співаків a capella і являє собою складну суміш традиційного мюзиклу і оперети, сучасної академічної музики і різних жанрів поп-музики. Вистава втілили і виконали студенти курсу Кирила Серебреннікова в Школі-студії МХАТ.

## Видання українською
- Льюїс Керролл. Полювання на Снарка (поемагонія у восьми сказах). Переклав Юрко Бознаяк. — Київ: Laurus. 2018. — 112 с.

- «Полювання на Снарка»: рецензія-сказ від Олександра Ірванця. Віршована, у 13-ти строфах // 29.11.2018, «Читомо» — професійне медіа про книжки і книговидання в Україні та світі